# Bão Sinlaku (2002)
Bão Sinlaku hình thành vào ngày 27 tháng 8 trên khu vực nằm về phía Đông Bắc quần đảo Bắc Mariana. Sau quãng thời gian đầu di chuyển lên phía Bắc, hệ thống bắt đầu chuyển sang quỹ đạo nhìn chung chủ yếu là Tây, hướng đi duy nhất trong quãng đời còn lại của nó. Sinlaku đã mạnh lên thành bão cuồng phong và đạt sức gió tối đa trong ngày 31. Trong vài ngày tiếp theo, cường độ cơn bão dao động nhỏ khi nó di chuyển gần hoặc qua một số hòn đảo của Nhật Bản. Vào ngày 4 tháng 9, mắt bão di chuyển qua Okinawa. Sinlaku đã gây mưa to và gió mạnh khiến 100.000 lâm vào tình cảnh không có điện.Tổn thất trên đảo ước tính 14,3 triệu USD, trong đó bao gồm 3,6 triệu USD thiệt hại tại Căn cứ Không quân Kadena.
Sau khi đã tác động Okinawa, Sinlaku đe dọa đến vùng miền Bắc Đài Loan, nơi từng chịu ảnh hưởng của hai cơn bão chết chóc vào năm ngoái. Tuy nhiên cuối cùng thiệt hại ở đây là nhỏ, dù vậy cũng đã có hai người thiệt mạng. Tiếp theo Sinlaku suy yếu đi một chút trước khi đổ bộ lên địa điểm gần Ôn Châu thuộc vùng Hoa Đông, Trung Quốc. Tại đây cơn bão đã tạo ra gió giật đạt vận tốc kỷ lục 204 km/giờ (127 dặm/giờ), và sóng lớn cũng đã phá hủy vài bến tàu và một con thuyền lớn tại địa điểm phía Nam gần thành phố. Ngoài ra, mưa lớn và gió mạnh đã làm ngập lụt 58.000 ngôi nhà và phá hủy một vùng diện tích trồng trọt rộng lớn. Con số thiệt hại tại Trung Quốc ước tính đạt 709 triệu USD, đi kèm với đó là 28 trường hợp thiệt mạng vì cơn bão.